# Ceylanoparmena loebli
Ceylanoparmena loebli är en skalbaggsart som beskrevs av Stefan von Breuning 1971. Ceylanoparmena loebli ingår i släktet Ceylanoparmena och familjen långhorningar.
Artens utbredningsområde är Sri Lanka. Inga underarter finns listade i Catalogue of Life.